# Argia mollis
Argia mollis là một loài chuồn chuồn kim trong họ Coenagrionidae.
Argia mollis is in 1865 voor het eerst wetenschappelijk beschreven door Hagen in Selys.